# Foidita fonolítica
Les foidites fonolítiques són roques ígnies volcàniques alcalines constituïdes per feldespatoides (entre un 60 i un 90%) i alguns feldespats alcalins. És definida modalment al camp 15a del diagrama QAPF de Streckeisen. És possible canviar el terme tot exposant l'espècie de feldespatoide dominant; per exemple: leucitita fonolítica, nefelinita fonolítica, etc.